# Mordent (música)
Un mordent, en música, és un ornament consistent a alternar ràpidament la nota sobre la qual s'indica aquest mordent, amb la immediatament adjacent, és a dir, amb el seu grau conjunt: interpretar la nota principal molt curta, l'adjacent, igualment curta, i retornar a la principal, que acaba tenint el que resta de temps fins a exhaurir el valor de la figura musical a la qual s'aplica l'ornament.
Si no s'indica explícitament cap alteració sobre o sota la indicació de mordent, la nota amb la qual s'alterna la que està escrita és la que correspon a l'escala musical de la tonalitat en què es troba la peça o el passatge, de manera que l'interval que es crea entre la nota principal i l'auxiliar pot ser de to o de semitò. El terme prové del llatí mordere, que vol dir picar.
El mordent pot ser superior o inferior, segons que la nota amb la qual s'alterna la principal sigui a la segona superior o inferior. En el primer cas la notació que li correspon és una curta ziga-zaga horitzontal; en el segon aquesta ziga-zaga està travessada per una curta línia vertical.

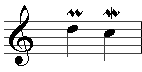
Mordents superior i inferior

De manera semblant al que succeeix amb el trinat, la velocitat a la qual s'interpreta el mordent és molt una qüestió personal que té a veure amb el tempo i l'estil de l'obra; en tot cas, a un tempo moderat, l'execució mitjana hauria de ser semblant al que segueix: 

 Un mateix passatge primer tocat amb mordents inferiors i després sense (?·pàg.)
El sentit exacte del mordent ha anat canviant segons les èpoques. En la música del període barroc, un mordent sempre era inferior, perquè el superior era considerat no pas un mordent sinó un pralltriller o schneller, en alemany. En canvi, al segle xix l'habitual era que el mordent fos superior, en tant que l'inferior era considerat un mordent invertit.
Tot i que avui el mordent només inclou una única alternança entre la nota principal i l'auxiliar, al Barroc, podia incloure més d'una alternança, de manera que sovint es trobava a prop d'una mena de trinat invertit, amb la nota inferior.
En alguns períodes, a més, els mordents han pogut prendre altres formes més específiques i començar per altres notes que no fos la principal, de manera semblant a com s'esdevenia al Barroc amb els trinats. En tot cas, fou en el segle xix quan es va estandarditzar la pràctica interpretativa- tant general com dels ornaments- de manera que els principis generals fan referència, sobretot, a aquest període, en tant que els anteriors admeten una varietat molt més gran de possibilitats.